# Renomeação dos meses e dos dias da semana no Turcomenistão

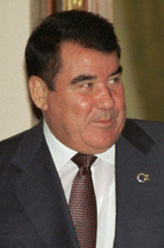
Saparmyrat Nyýazow em 2002

Em 10 de agosto de 2002, o governo do Turcomenistão adotou uma lei para renomear todos os meses e a maioria dos dias da semana. Os nomes foram escolhidos de acordo com os símbolos nacionais do Turcomenistão, conforme descrito no Ruhnama, um livro escrito por Saparmurat Niyazov, o primeiro e único presidente vitalício do Turquemenistão. Segundo o documentário de Arto Halonen, A Sombra do Livro Sagrado, o empresário turco Ahmet Çalık teve a ideia de renomear os meses, enquanto tentava fazer amizade com Niyazov para expandir seus negócios no país.
Após a aprovação da lei, os novos nomes foram usados em todos os meios de comunicação estatais turcomenos. Publicações em outros idiomas no país também usaram os novos nomes, especialmente aqueles direcionados a cidadãos do Turcomenistão que falam a língua russa, com o nome antigo algumas vezes escrito entre colchetes. Os nomes dos meses antigos ainda eram usados no discurso popular, no entanto.
Quatro anos após a mudança, em 2006, Niyazov morreu. Em 23 de abril de 2008, foi relatado que o gabinete de ministros do Turcomenistão discutiu a restauração dos nomes antigos dos meses e dias da semana. Os nomes antigos foram finalmente restaurados em julho de 2008.

## Meses
Os nomes originais dos meses foram retirados do idioma russo. Os nomes dos meses do Turcomenistão adotados foram os seguintes:
| Nome em português | Antigo nome turcomano | Novo nome turcomano | Explicação |
| ----------------- | --------------------- | ------------------- | --- |
| Janeiro           | Ýanwar                | Türkmenbaşy         | Líder do Turcomenistão: título adotado de Saparmurat Niyazov, então presidente do país e autor do Ruhnama .                  |
| Fevereiro         | Fewral                | Baýdak              | Bandeira: dia da bandeira do Turquemenistão é comemorado em fevereiro, no aniversário de Niyazov.                            |
| Março             | Mart                  | Nowruz              | Ano novo persa tradicional, comemorado em março.                                                                             |
| Abril             | Aprel                 | Gurbansoltan        | Gurbansoltan Eje: nome da mãe de Niyazov.                                                                                    |
| Maio              | Maý                   | Magtymguly          | Magtymguly Pyragy: poeta turcomano, considerado por Niyazov como um dos maiores professores espirituais do povo turcomano.   |
| Junho             | Iýun                  | Oguz                | Oguz Khan: lendário e semi-mitológico fundador da nação turcomena, registrado pela primeira vez no século XIII (ver Oghuz ). |
| Julho             | Iýul                  | Gorkut              | Herói do épico turcomano Livro de Dede Korkut.                                                                               |
| Agosto            | Awgust                | Alp Arslan          | Segundo líder do Império Seljuk, travou uma guerra com o Império Bizantino e iniciou a migração turca para a Ásia Menor.     |
| Setembro          | Sentýabr              | Ruhnama             | Livro de Niyazov, definido como um guia espiritual para a nação turcomena.                                                   |
| Outubro           | Oktýabr               | Garaşsyzlyk         | Independência: dia da independência do Turquemenistão, comemorado em outubro.                                                |
| Novembro          | Noýabr                | Sanjar              | Último governante do império seljúcida .                                                                                     |
| Dezembro          | Dekabr                | Bitaraplyk          | Neutralidade: dia da neutralidade, comemorado em dezembro (Turquemenistão proclamou ser um país neutro).                     |

## Dias da semana
Os nomes originais dos dias da semana vêm do persa. Os nomes adotados foram os seguintes:
| Nome em português | Antigo nome turcomano | Nome turcomeno adotado | Explicação      |
| ----------------- | --------------------- | ---------------------- | --------------- |
| Segunda-feira     | Duşenbe               | Başgün                 | Primeiro dia    |
| Terça-feira       | Sişenbe               | Ýaşgün                 | Dia jovem       |
| Quarta feira      | Çarşenbe              | Hoşgün                 | Dia favorável   |
| Quinta feira      | Penşenbe              | Sogapgün               | Dia da justiça  |
| Sexta-feira       | Anna                  | Annagün                | Dia das mães    |
| Sábado            | Şenbe                 | Ruhgün                 | Dia espiritual  |
| Domingo           | Ýekşenbe              | Dynçgün                | Dia de descanso |